# Cameo

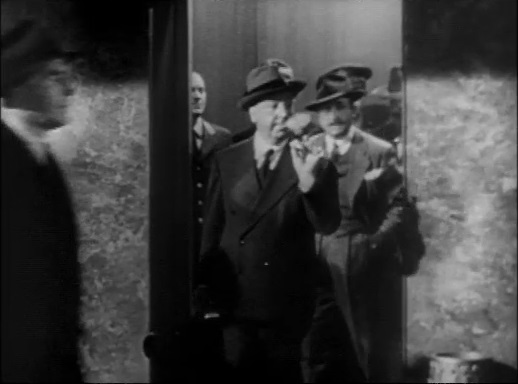
O criticamente aclamado filme de drama psicológico Spellbound contém um cameo de seu diretor Alfred Hitchcock saindo de um elevador.

Um papel cameo ou aparição ([ˈke.mju]; muitas vezes abreviado para apenas cameo) é uma breve aparição ou dublagem de uma pessoa conhecida em uma obra de arte cênica, normalmente sem nome, ou aparecendo como a si mesmo.
Estas funções são geralmente pequenas, muitos delas sem fala, e são comumente aparições em uma obra que possui algum significado especial para eles (como atores de um filme original que aparecem em seu remake), ou pessoas de renome fazendo aparições não creditadas. Curtas aparições de celebridades, diretores de cinema, políticos, atletas ou músicos são comuns. Um membro da equipe de uma peça ou de um filme, interpretando um papel menor pode ser referido como um cameo, como as frequentes aparições de Alfred Hitchcock nos seus próprios filmes.
Temos por exemplo Stan Lee, que participou praticamente de todos os filmes do Universo Cinematográfico Marvel até sua morte. O diretor M. Night Shyamalan faz breves aparições em Corpo Fechado e Fragmentado, filmes os quais ele roteirizou e dirigiu. E também Shotaro Ishinomori que participou de vários filmes e séries de Kamen Rider.